# 劳动党 (塞尔维亚)
劳动党是塞尔维亚的一个共产主义政党，在黑山也有活动。该党成立于1992年3月，是南斯拉夫社会主义联邦共和国的反修正主义者和老政治犯建立的。该党认为南斯拉夫共产主义者联盟反对民族主义太过软弱。该党支持黑山独立和科索沃独立。
2024年，该党分裂出“争取南斯拉夫共产党重建委员会”。